# Kharagaouli (municipalité)
La municipalité de Kharagaouli (en géorgien : ხარაგაულის მუნიციპალიტეტი) est un district de la région d'Iméréthie en Géorgie, dont la ville principale est Kharagaouli. En 2014, il comptait 19 473 habitants.

## Points d'intérêt
- Monastère d'Oubissi ou Oubissa